# Sundochernes australiensis
Espèce
Sundochernes australiensis est une espèce de pseudoscorpions de la famille des Chernetidae.

## Distribution
Cette espèce est endémique du Great Southern en Australie-Occidentale. Elle se rencontre vers Denmark.

## Étymologie
Son nom d'espèce, composé de australi[a] et du suffixe latin -ensis, « qui vit dans, qui habite », lui a été donné en référence au lieu de sa découverte, l'Australie.

## Publication originale
- Beier, 1954 : Report from Prof. T. Gislén's expedition to Australia in 1951-1952. 7. Pseudoscorpionidea. Acta Universitatis Lundensis, nova series, sér. 2, vol. 50, p. 1-26.